# The Heir of the Ages
The Heir of the Ages er en amerikansk stumfilm fra 1917 af Edward LeSaint.

## Medvirkende
- House Peters som Hugh Payne.
- Eugene Pallette som Larry Payne.
- Nina Byron som Abby Hope.
- John Burton som Mr. Hope.
- Henry A. Barrows som Kearney.